# Pedro Ponce de León (m. 1314)
Pedro Ponce de León (m. 1314). Ricohombre de la familia Ponce de León, fue señor de Cangas, Tineo y de la Puebla de Asturias, mayordomo mayor del rey Fernando IV de Castilla, adelantado mayor de la frontera de Andalucía y adelantado mayor de Galicia.
Fue hijo de Fernán Pérez Ponce de León, adelantado mayor de la frontera de Andalucía y señor de la Puebla de Asturias, y de Urraca Gutiérrez de Meneses y bisnieto del rey Alfonso IX de León. 

## Orígenes familiares
Fue hijo de Fernán Pérez Ponce de León y de Urraca Gutiérrez de Meneses. Por parte paterna fueron sus abuelos Pedro Ponce de Cabrera y su esposa, Aldonza Alfonso de León, hija ilegítima del rey Alfonso IX de León. Y por parte materna era nieto de Gutierre Suárez de Meneses, ricohombre de Castilla, y de Elvira Núñez.Además, Pedro Ponce de León era hermano, entre otros, de Fernando Ponce de León, señor de Marchena, de Beatriz Ponce de León, que contrajo matrimonio Juan Alonso Pérez de Guzmán, II señor de Sanlúcar de Barrameda, y de Juana Ponce de León, que fue la madre de Leonor de Guzmán, amante de Alfonso XI de Castilla.
Los orígenes de la familia Ponce de León se remontan al siglo XII, y durante la Baja Edad Media fue una de las casas nobiliarias más importantes del reino de León. En Andalucía se estableció una de las ramas de la familia que llegó a ser, junto con la familia Guzmán, una de las más poderosas de ese territorio, donde ambas competirían por el predominio.

## Juventud y actuaciones durante el reinado de Sancho IV de Castilla (1288-1295)

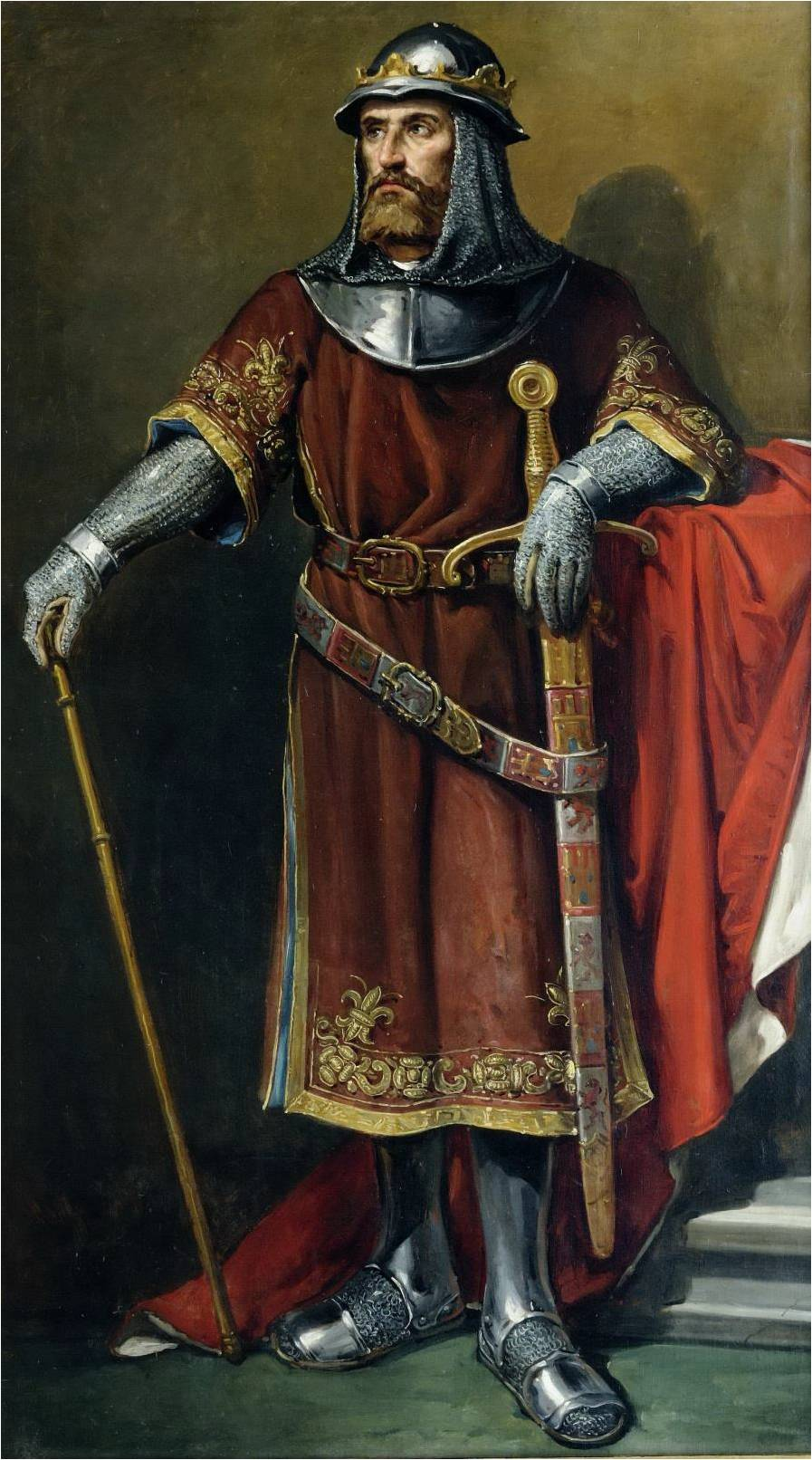
Sancho IV de Castilla. José María Rodríguez de Losada. (Ayuntamiento de León).

Se desconoce su fecha de nacimiento. Su padre fue señor de la Puebla de Asturias, Cangas y Tineo, desempeñó los cargos de adelantado mayor de la frontera de Andalucía y mayordomo mayor del rey Alfonso X de Castilla, y fue además el ayo del infante Fernando de Castilla, hijo y heredero de Sancho IV de Castilla. Y en un reparto de tierras realizado por Sancho IV en el reino de León tras el asesinato de Lope Díaz III de Haro, señor de Vizcaya, y que tuvo lugar en 1288 o 1291, a Pedro Ponce le correspondieron 120.630 maravedís, que representaban un 5% del total distribuido, al tiempo que su hermano, Fernando Ponce de León, recibía 28 800.
Pedro Ponce de León fue hermano de leche y primo segundo del rey Fernando IV, por ser los dos bisnietos del rey Alfonso IX de León, y el día 1 de enero de 1289 sus padres entregaron a su suegro, el ricohombre portugués Martín Gil de Riba de Vizela, mediante un documento confirmado por varios caballeros portugueses, todos los bienes que poseían en el reino de Portugal como arras para la novia de su hijo Pedro, María Martínez, entre los que figuraban numerosas posesiones repartidas en los lugares de Palmeira, Carrazedo, Vimioso, Ribles, Campo, Vilar de Frades, Castro, Midões, Freões, Ledra, Carvalhais, Montemel, Sambade, Alhariz, Lumiares y Vilaqueice.
Su padre falleció a finales de 1291, y él comenzó a aparecer como confirmante en los privilegios rodados en noviembre de 1292, pasando a ser uno de los principales ricoshombres del reino de León, pues consta que en ese mismo año percibía 75.720 maravedís en concepto de soldadas provenientes de los «derechos tributarios» de dicho reino, entre los que se incluían los «derechos» de la Extremadura leonesa y del propio territorio leonés, los procedentes de Galicia y Asturias y las rentas de las salinas y tercias. Y el historiador Braulio Vázquez Campos, basándose en dichos datos, señaló que el dinero que los Ponce de León recibían de la Corona procedía sobre todo del reino de León, ya que Pedro Ponce solamente recibió en 1292 como soldadas en el reino de Castilla 5400 maravedís.
Hay constancia de que en 1294 Pedro Ponce, que era junto con su hermano Fernando vasallo del infante Fernando de Castilla, heredero del trono, cobraba 25.000 maravedís en concepto de soldada por sus servicios en la frontera, procedentes, al igual que la mayor parte de las soldadas percibidas por su difunto padre, de los tributos recaudados en la judería o aljama de la ciudad de Córdoba.
A la muerte de Sancho IV, que falleció en Toledo el día 25 de abril de 1295, subió al trono su hijo, Fernando IV, que tenía nueve años de edad. Y al día siguiente de la muerte de su padre, fue proclamado rey en la catedral de Toledo y juró, según consta en la Crónica de Fernando IV, respetar y guardar los fueros de los nobles y plebeyos de su reino.

## Actuaciones durante el reinado de Fernando IV de Castilla (1295-1312)

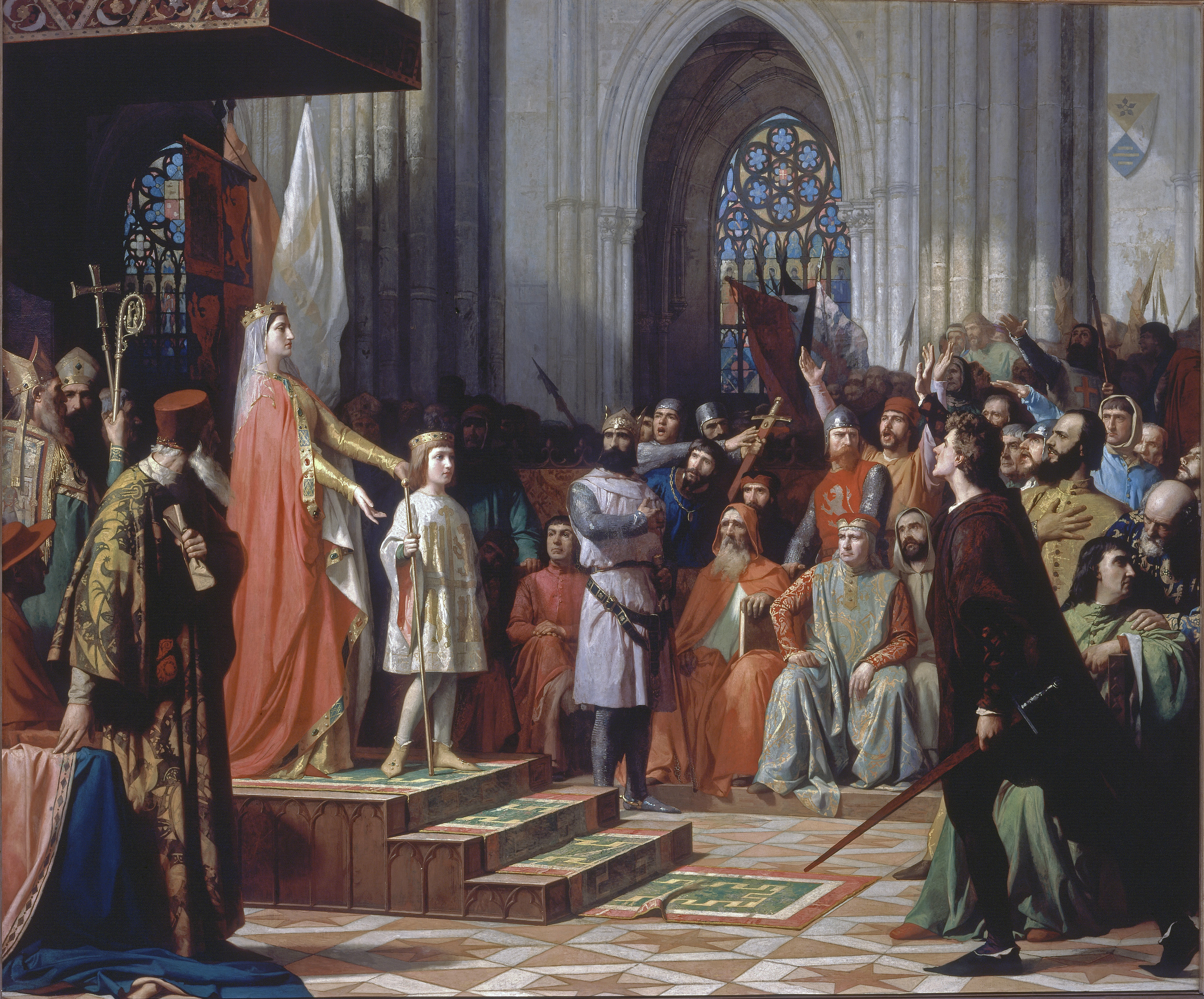
María de Molina presenta a su hijo Fernando IV en las Cortes de Valladolid de 1295. Óleo sobre lienzo de Antonio Gisbert Pérez. 1863. (Congreso de los Diputados de España).

Se desconoce la fecha exacta en que Pedro Ponce de León comenzó a ejercer el cargo de mayordomo mayor del rey Fernando IV, aunque fue precedido por su tío, Ruy Pérez Ponce de León, que fue maestre de la Orden de Calatrava entre 1284 y 1295. Y en este último año su sobrino Pedro Ponce ya ejercía dicho cargo, según consta en un privilegio rodado otorgado por Fernando IV a la ciudad de Sevilla el día 3 de agosto de ese mismo año, mientras se celebraban las Cortes de Valladolid de 1295, por el que el monarca confirmaba todos los fueros, privilegios, libertades y buenos usos y costumbres de dicha ciudad.
Entre octubre de 1296 y octubre de 1298 Pedro Ponce desempeñó el cargo de adelantado mayor de la frontera de Andalucía, aunque apenas hay documentos en relación con sus funciones como adelantado, salvo uno del día 23 de enero de 1298 en el que Fernando IV accedía a la demanda de un caballero de Niebla llamado Ruy Pérez y en el que disponía que a los alcaldes de dicho lugar, que eran elegidos anualmente por los vecinos de la villa, debería tomarles juramento, mientras no hubiera adelantado mayor en la frontera, el alcaide del castillo de Niebla que hubiera sido nombrado por el rey. Basándose en dicho documento, Vázquez Campos señaló que o bien Pedro Ponce había sido cesado momentáneamente como adelantado en esos momentos, o bien que no se encontraba en Andalucía y estaba más interesado por «las luchas civiles en el norte del reino», decantándose dicho historiador por esta última opción.
En octubre de 1298, mientras la reina María de Molina, madre de Fernando IV, se encontraba con el infante Enrique en el municipio burgalés de Roa, fue informada de que Pedro Ponce de León, que aún era adelantado mayor de la frontera, había traicionado a Fernando IV y se había convertido en vasallo del infante Juan, que se hallaba en guerra con Fernando IV y había sido proclamado rey de León en 1296, aunque diversos historiadores destacan que el área de influencia del infante Juan se limitaba a la ciudad de León y a algunas villas cercanas. En la Crónica de Fernando IV consta que:

Llegó a la reyna mandado de Pero Ponce, que era collaso del rey su fijo, de como se enviaba despedir dél, é que era ya vasallo del infante D. Juan, que se llamava rey de Leon. É este Pero Ponçe era estonce adelantado mayor de toda el Andalusia por el rey. E tanto que D. Enrique supo como Pero Ponce era despedido del rey D. Fernando, plugole ende, é pidió luego el adelantamiento para si é dieron gelo luego. É quando esto vio la reyna que este que era su collaso del rey le fasia tan grand desconocimiento enviole mover pleito que le daría por heredamiento Cangas é Tineo, que son en Asturias, é que non quisiese facer tan grand desconocimiento como fasia al rey, ca tovo que por cobdicia de aquellas villas lo tiraría de aquella carrera de D. Juan, pues tan mal se le membrava del deudo que avia con el rey. É Don Pero Ponce con esta cobdicia dexó al infante D. Juan é vinose para el rey, é por esta guisa ganó esta heredad.

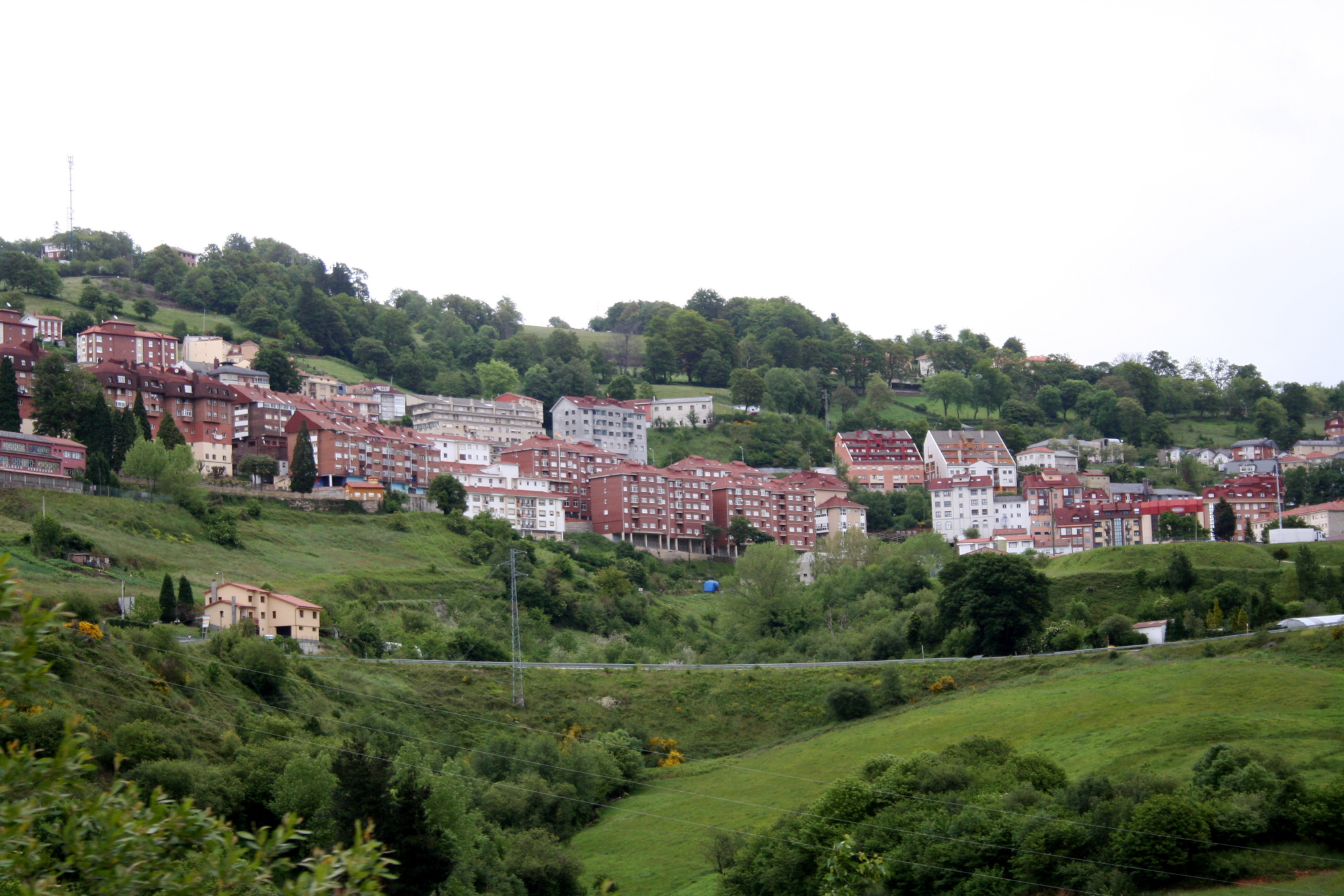
Vista general del concejo de Tineo, que perteneció a Pedro Ponce de León. (Principado de Asturias).

Por todo ello, la reina María de Molina se vio obligada a entregar a Pedro Ponce los señoríos de Cangas y Tineo, a fin de separarle del infante Juan y de que continuara sirviendo a Fernando IV, a pesar de que ese tipo de donaciones mermaban continuamente las tierras de realengo y afianzaban en todo el reino el régimen señorial. Un año después, una vez finalizadas las Cortes de Valladolid de 1299, el infante Enrique se dirigió al sur para tomar posesión del cargo de adelantado mayor de la frontera de Andalucía, que se encontraba vacante desde la traición de Pedro Ponce en 1298, y César González Mínguez afirmó que dicho infante «mostró una gran prisa por tomar posesión de su nuevo cargo, atraído por las cuantiosas rentas que implicaba».
Entre 1302 y 1305 Pedro Ponce de León volvió a desempeñar el cargo de mayordomo mayor del rey por recomendación de la reina María de Molina, habiendo sido precedido por el infante Enrique de Castilla y siendo sucedido por Juan Núñez II de Lara, señor de Lara. Y el día 12 de noviembre de 1302 Pedro Ponce aparecía ocupando dicho cargo en un privilegio otorgado por Fernando IV al arzobispo de Toledo, Gonzalo Díaz Palomeque, y al cabildo catedralicio de la catedral de Toledo, y también es mencionado en calidad de tal en el cuaderno de las Cortes de Medina del Campo de 1305, aunque extrañamente en un privilegio rodado otorgado por el rey el día 20 de noviembre de 1302 el infante Enrique aparecía ejerciéndolo.
 

La Crónica de Fernando IV señala que en 1306 Pedro Ponce de León figuraba, junto con el magnate Don Juan Manuel entre otros, entre los más destacados partidarios del infante Juan, que en esos momentos se encontraba enemistado con Diego López V de Haro, señor de Vizcaya, con Lope Díaz de Haro, hijo del anterior, y con Juan Núñez II de Lara. Y también hay constancia de que en diciembre de 1306 Fernando IV se encontraba enojado con Pedro Ponce «por algunas cosas en que le errara», por lo que el monarca planeó ir a Asturias y recobrar todas las posesiones que le había entregado en el pasado su madre, aunque en la Crónica de Fernando IV consta que:

É la reyna, doliéndose dél, como quier que punava él de la deservir non quiso catar ella á aquello, é porque entendia que era servicio del rey é pró de la tierra en asosegar aqueste fecho, punó de lo partir en quantas maneras pudo, disiendo al rey que la tierra de Asturias era muy fuerte de entrar é de andar por ella. É otrosi que el tiempo era muy fuerte de nieves,, é de agua, é de yelos, é otrosi que non fallaría vianda é que perdería los caballos: é pos estas maneras é por otras muchas punaron en gelo partir. É otrosi llegó y Doña Urraca Gutiérrez, su madre de aqueste D. Pero Ponce, que criara al rey D. Fernando, é movio a la reyna pleytesia que rogase al rey que perdonase a D. Pero Ponce é que le daría la puebla de Cangas de allende que le avia dado por eredad, é que le dexase la puebla de Tineo que le avia dado otrosi por eredad.

Escudo de armas del infante Juan de Castilla el de Tarifa, hijo del rey Alfonso X de Castilla.

Al principio Fernando IV desoyó las peticiones de la madre de Pedro Ponce, Urraca Gutiérrez de Meneses, según consta en la Crónica de dicho monarca, pero finalmente accedió a ellas, gracias a la intervención de la reina María de Molina, del infante Juan y de Juan Núñez II de Lara, y llamaron entonces a Pedro Ponce «é firmaron el pleito é fincó todo asosegado». Y en octubre de 1307 Pedro Ponce de León participó junto con sus tropas en el asedio del castillo de Tordehumos, donde se había refugiado Juan Núñez II de Lara, que poco antes se había rebelado contra Fernando IV. Y en el asedio, que comenzó en octubre de 1307, también estuvieron presentes Diego López V de Haro, Sancho de Castilla el de la Paz, que era primo del rey, Rodrigo Álvarez de las Asturias, Fernán Ruiz de Saldaña, y Juan Osórez, maestre de la Orden de Santiago, y los últimos en incorporarse fueron el infante Juan y su hijo y heredero, Alfonso de Valencia, aunque a los pocos días de haber comenzado el asedio los ricoshombres y caballeros que participaban en él reclamaron al rey el pago de sus soldadas, alegando «que así lo podrían ellos mejor servir», y el monarca, que poco antes había obtenido la concesión de tres servicios en las Cortes de Valladolid de 1307, se vio obligado a ordenar la recaudación de otros cinco servicios más, aunque el historiador César González Mínguez destacó que cuando los nobles cobraron sus soldadas no intentaron «estrechar el cerco de Tordehumos», sino que optaron por intentar negociar con los sitiados.

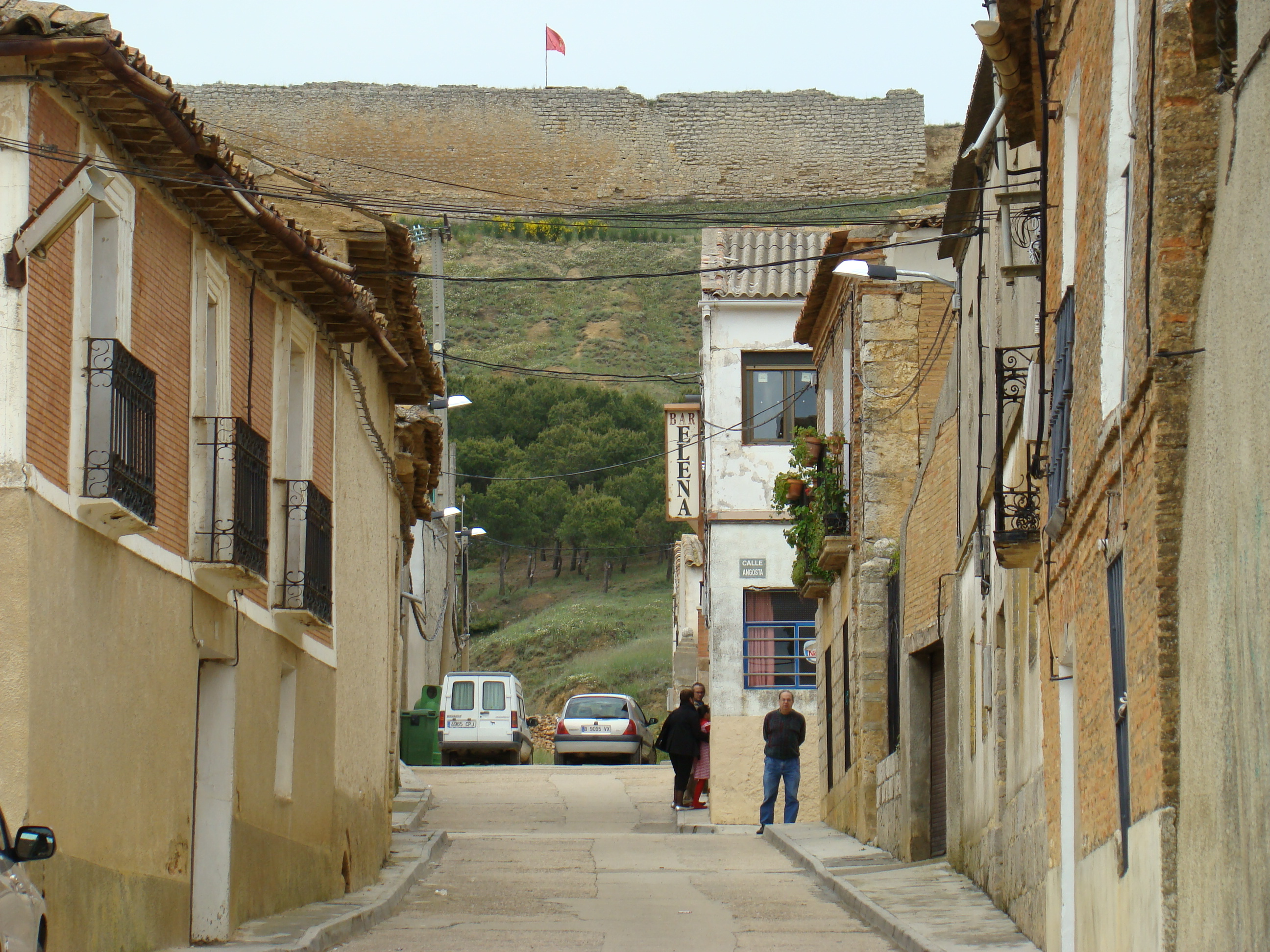
Vista del municipio de Tordehumos. Al fondo de la imagen se ven los restos del castillo de la localidad, asediado por Fernando IV entre 1307 y 1308.

Poco después Juan Núñez II de Lara propuso al rey varias condiciones de paz para poder abandonar su reino, y como garantía de que este cumpliría el hipotético acuerdo, exigió que los infantes Juan, Pedro y Felipe, Pedro Ponce de León, Fernán Ruiz de Saldaña, García Fernández de Villamayor, Rodrigo Álvarez de las Asturias y el maestre de la Orden de Santiago hicieran junto con él «jura y homenaje» de que en caso de que el monarca quebrantase el acuerdo todos ellos le abandonarían junto con sus vasallos, aunque el rey no aceptó la proposición, al entender que quedaría a merced de los nobles, y ordenó estrechar aún más el cerco, y poco después, a pesar de los recelos del monarca hacia él, Pedro Ponce de León regresó al asedio acompañado de «muy buena gente, é mostro que avie muy grand talante de servir al rey».
También consta en la Crónica de Fernando IV que una noche Pedro Ponce abandonó el asedio de Tordehumos «con toda su gente», y cuando el rey quiso saber la razón de su deserción, aquel le respondió que había huido por temor a que el rey ordenara prenderle, ya que así se lo había dicho el infante Juan. Y poco después también desertaron Alfonso de Valencia, hijo del infante Juan, Fernán Ruiz de Saldaña, Rodrigo Álvarez de las Asturias y García Fernández de Villamayor, por lo que el rey se vio obligado a negociar con el señor de Lara. Y en el acuerdo de paz que suscribieron este último y Fernando IV quedó establecido que aquel volvería a ser vasallo del rey y que conservaría todas sus tierras, a excepción de las que tenía en La Bureba y La Rioja, que seguirían estando en poder de Diego López V de Haro, y el rey también se comprometió a asegurar a Pedro Ponce de León, que era amigo del señor de Lara, las tierras y propiedades que poseía a pesar de su deserción, y el asedio concluyó a principios de febrero de 1308.
 

En 1308 Fernando IV se vio obligado a suscribir con los principales nobles del reino, entre los que figuraba Pedro Ponce de León, el Pacto de Grijota, que le obligó a destituir a sus principales consejeros y oficiales y a reemplazarlos por aquellos que los nobles dispusieron, pues éstos se quejaban de que Fernando IV administraba mal la hacienda real, de que existía un profundo descontento popular, y del que el rey era aconsejado por malos hombres, aunque diversos historiadores destacan que el objetivo de la nobleza no era suprimir la monarquía, sino tener una mayor participación en las tareas de gobierno junto al rey. Y la renovación de los principales cargos de la Corte acordada en Grijota fue tan completa, que en la Crónica de Fernando IV consta que «de quantos oficiales el Rey avía non le dejaron ninguno».

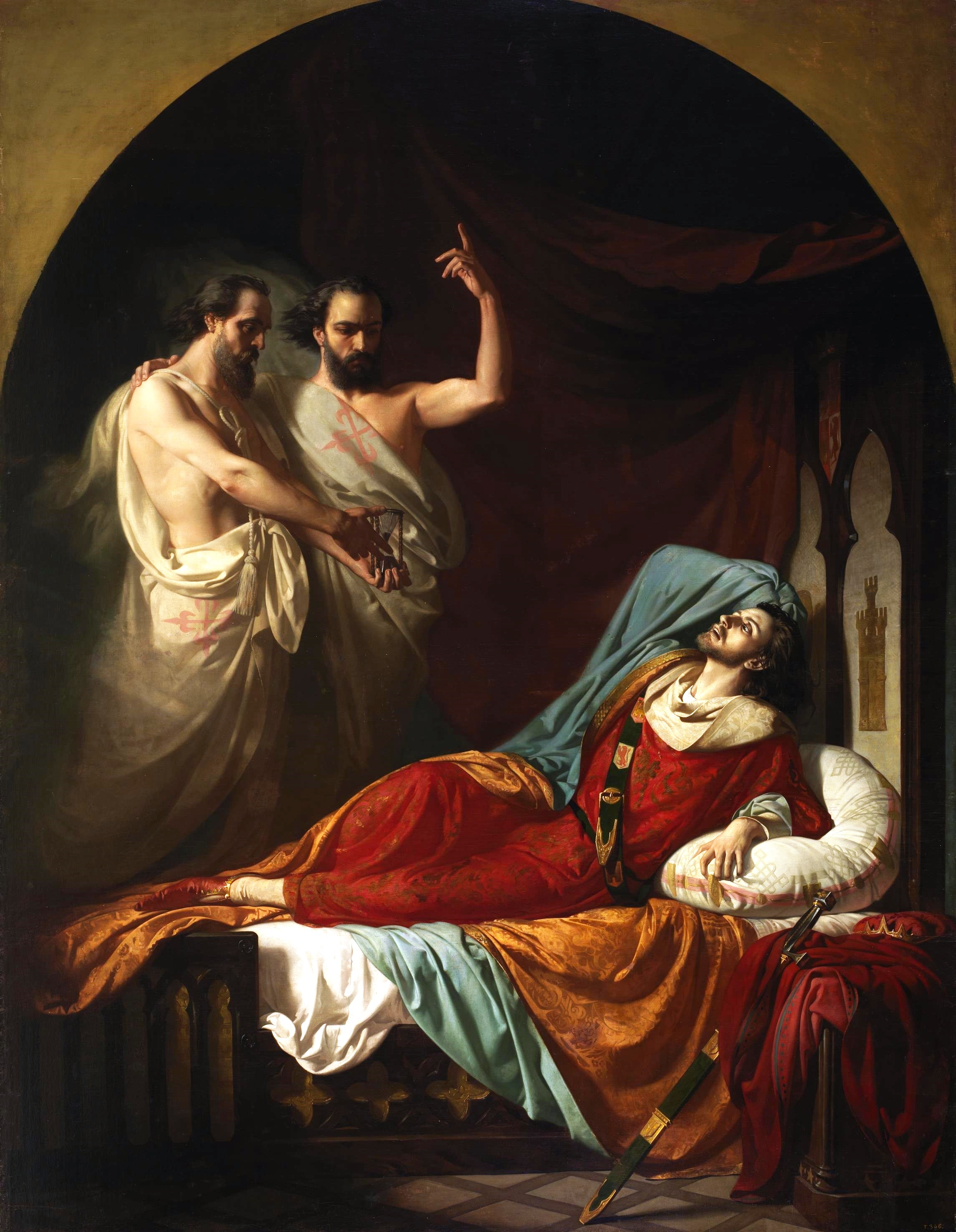
Últimos momentos de Fernando IV el Emplazado. Óleo sobre lienzo de José Casado del Alisal. 1860. (Palacio del Senado de España).

El día 5 de septiembre de 1309, en Algeciras, Pedro Ponce cedió nuevamente a su cuñado Martín Gil de Riba de Vizela, II conde de Barcelos, todos los bienes que él y sus padres poseían en Portugal, y que ya habían sido entregados por éstos en 1289 como dote para María Martínez, primera esposa de Pedro Ponce, que recibió a cambio del conde de Barcelos el lugar de Vimioso, siendo realizada esta donación en presencia de varios vasallos portugueses de dicho conde.
Aunque algunos historiadores modernos, como Lamingueiro Fernández, no lo incluyen en sus listas de adelantados mayores de Galicia, Pedro Ponce de León aparece desempeñando ese cargo en un documento otorgado por Fernando IV el día 29 de enero de 1311, por el que el rey anulaba la concordia alcanzada en 1307 por la posesión del señorío de Vizcaya entre Diego López V de Haro y su hijo Lope de una parte, y el infante Juan y su esposa María Díaz de Haro de la otra, y también en otros documentos emitidos entre enero y mayo de ese mismo año. Y en agosto de 1311 Pedro Ponce comunicó al infante Juan, que se encontraba enemistado con Fernando IV desde su deserción en el sitio de Algeciras, «que se quería ver con él para se avenir con él, et poner con él muy grand pleyto», a fin de establecer una alianza con dicho infante, según consta en la Crónica de Alfonso XI.
Numerosos historiadores españoles modernos, como Jaime de Salazar y Acha o Juan Luis Carriazo Rubio señalaron erróneamente que Pedro Ponce de León falleció en 1311, aunque lo cierto es que el día 17 de marzo de 1312 él y su hermano, Fernando Ponce de León, a quien Fernando IV había concedido en 1309 el señorío de Marchena, aparecen entre los confirmantes de un privilegio por el que Fernando IV devolvía al concejo de la ciudad de Sevilla el castillo de Fregenal de la Sierra, situado en la actual provincia de Badajoz, y ambos hermanos también aparecen entre los confirmantes de los fueros otorgados por Fernando IV el día 20 de abril de 1312, mientras se celebraban las Cortes de Valladolid de 1312, al municipio soriano de Serón de Nágima.
En marzo de 1312 Pedro Ponce de León confirmó al monasterio de Santa María de Nogales, que estaba muy vinculado a su familia, la donación de todos los bienes que sus padres habían entregado a dicho monasterio, y el día 7 de septiembre de 1312 falleció su primo Fernando IV en la ciudad de Jaén, y subió al trono su hijo, Alfonso XI de Castilla, que contaba con un año de edad en el momento de la muerte de su padre.

### Actuaciones durante el reinado de Alfonso XI (1312-1314)

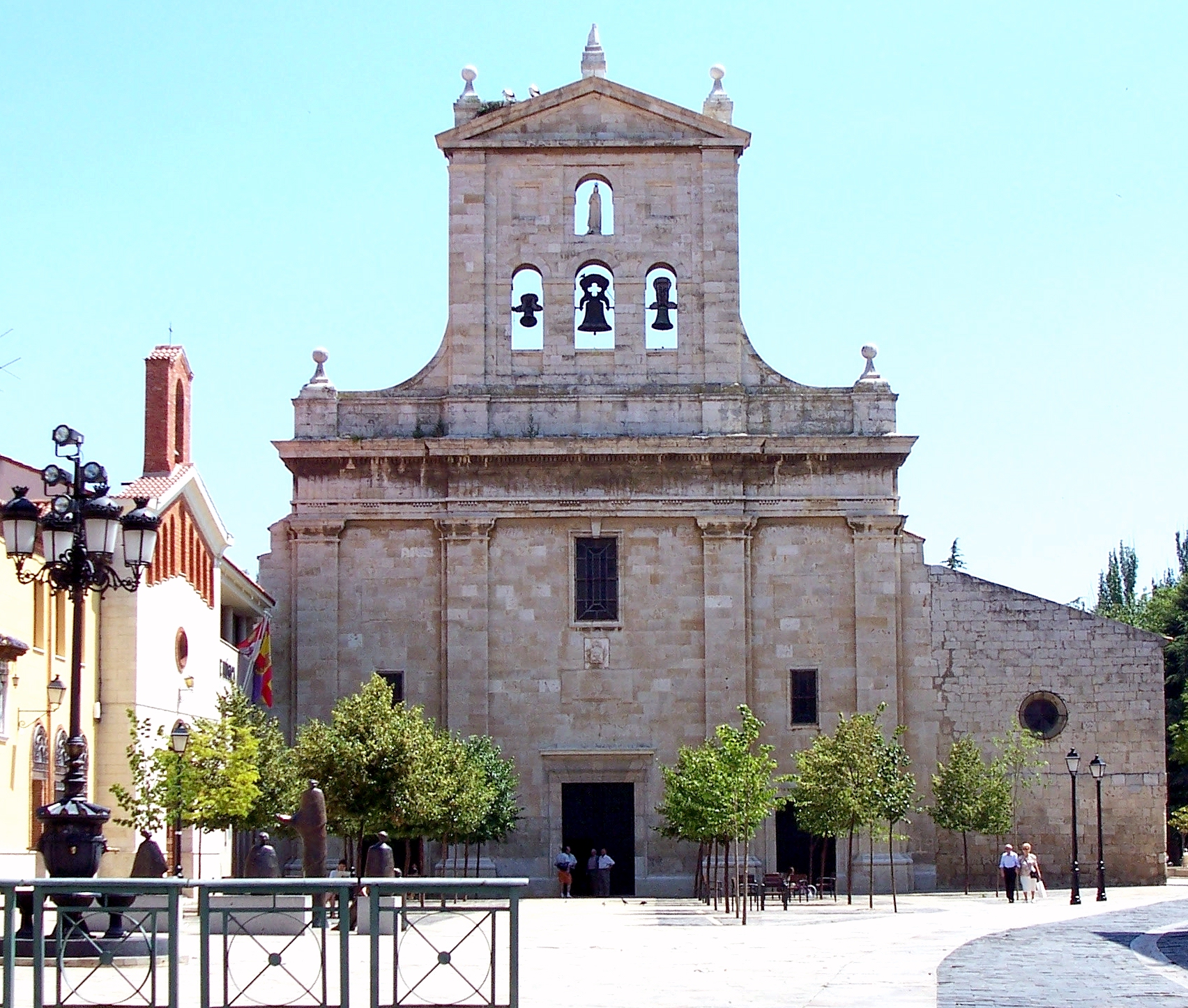
Fachada principal del convento de San Pablo de Palencia.

A la muerte de Fernando IV, su madre, la reina María de Molina, y los infantes Pedro y Juan eran los principales aspirantes a ser los tutores del rey Alfonso XI, y al mismo tiempo, resurgió con gran fuerza el movimiento hermandino en toda Castilla, lo que fue estimulado y utilizado por la nobleza para conseguir sus objetivos políticos. A finales de 1312, los concejos de León, Zamora, Salamanca, Benavente, Alba de Tormes, Ledesma, Villalpando, Mansilla, Olmedo, Granadilla, Sayago, Mayorga y Astorga acordaron formar una hermandad destinada a servir al rey Alfonso XI, procurar el cumplimiento de la justicia, y castigar los robos y crímenes que se cometieran en lo sucesivo en sus términos.
A principios de enero de 1313, según consta en la Gran Crónica de Alfonso XI, Pedro Ponce estuvo presente en el Ayuntamiento de Sahagún, donde también acudieron los procuradores de las villas y ciudades de los reinos de Castilla y León y los principales partidarios del infante Juan, entre los que figuraban Pedro Ponce, el infante Felipe, Fernando de la Cerda, nieto de Alfonso X, Alfonso de Valencia, hijo mayor del infante Juan, y García de Villamayor, entre otros ricoshombres. Y poco después, el día 15 de enero de 1313, cinco de los concejos mencionados anteriormente, entre los que figuraban los de León, Zamora, Salamanca, Mansilla y Benavente, formaron una nueva hermandad con los infantes Juan y Felipe y con Pedro Ponce de León y Juan Núñez II de Lara a fin de servir al rey Alfonso XI y proteger el territorio de este y al mismo tiempo defender sus propios fueros, privilegios y libertades. No obstante, diversos historiadores señalan que en realidad el infante Juan buscaba el apoyo de los concejos para que en la próxima reunión de Cortes pudiera ser nombrado único tutor del rey.

Los principales partidarios del infante Juan durante las Cortes de Palencia de 1313, que contaba además con el apoyo del rey Dionisio I de Portugal y que, en opinión de diversos historiadores, pretendían el afianzamiento de la «vieja nobleza castellana» frente al creciente fortalecimiento de la monarquía durante el reinado de Fernando IV, eran el infante Felipe, que actuó como mediador entre las facciones rivales, Fernando de la Cerda, Don Juan Manuel y Juan Núñez II de Lara, aunque también le apoyaban su esposa, María Díaz de Haro, sus hijos Alfonso y Juan, su sobrino Lope Díaz de Haro, Pedro Ponce de León, Sancho Sánchez de Velasco, Lope de Mendoza, García de Villamayor, y otros ricoshombres y nobles de Galicia, León y Vizcaya.

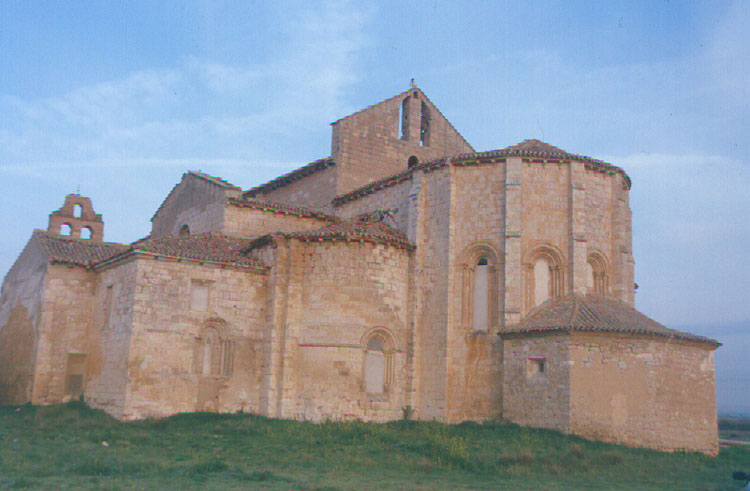
Exterior de la iglesia del monasterio de Santa María de Palazuelos. (Provincia de Valladolid).

Mientras se celebraban las Cortes Pedro Ponce alojó a algunas de sus tropas en el interior de la ciudad de Palencia, al igual que los más destacados partidarios del infante Juan, y en el ordenamiento que este último otorgó en dichas Cortes, en las que sus partidarios le nombraron tutor del rey junto a la reina Constanza de Portugal, viuda de Fernando IV, el nombre de Pedro Ponce de León figura entre los de los principales magnates del reino que apoyaban el nombramiento del infante Juan como único tutor del rey.
A finales de 1314, según consta en la Gran Crónica y en la Crónica de Alfonso XI, y poco después de haberse celebrado la Concordia de Palazuelos, Pedro Ponce y Alfonso de Valencia, hijo y heredero del infante Juan, aprovechándose de que el infante Pedro estaba luchando contra Don Juan Manuel, se dirigieron a Galicia con sus tropas, aconsejados por el infante Juan, a fin de luchar contra el infante Felipe de Castilla, hermano del difunto Fernando IV y señor de Cabrera y Ribera, que les salió al encuentro acompañado por numerosas fuerzas. Y ambos ejércitos permanecieron un día entero frente a frente aunque sin entablar combate por decisión de Alfonso de Valencia y de Pedro Ponce, que prefirieron regresar a León, al tiempo que el infante Felipe volvía con su ejército a la ciudad de Lugo. Y cuando llegaron a tierras de León, ambos personajes planearon atacar las posesiones que el infante Felipe tenía allí, aunque la muerte de Pedro Ponce, a finales de 1314, impidió que llevaran a cabo sus planes.

## Matrimonios y descendencia
Pedro Ponce de León contrajo matrimonio por primera vez con María Anes, hija de Martín Gil de Riba de Vizela, ricohombre de Portugal y alférez mayor del rey Dionisio I, y de Milia Andrés de Castro, hija de Andrés Fernández de Castro, aunque no tuvieron descendencia.
Y posteriormente volvió a casarse con Sancha Gil de Chacim, hija de Gil Núñez de Chacim y de María Martínez Zote, y fruto de su segundo matrimonio nacieron los siguientes hijos:
- Fernando Pérez Ponce de León (m. c.1330).[71] Ricohombre de Castilla y señor de la Puebla de Asturias. Falleció sin haber contraído matrimonio y sin dejar descendencia.[101]
- Rodrigo Pérez Ponce de León (m. antes de 1354). Ricohombre de Castilla, señor de la Puebla de Asturias, y caballero de la Orden de la Banda.[102] Con su muerte se extinguió la rama primogénita y leonesa de su familia.[71]
- Juana Ponce de León (m. antes de 1344). Contrajo matrimonio en 1315 con Juan Alfonso de Portugal,[103] hijo ilegítimo del rey Dionisio I de Portugal[104] y de María Pérez, que fue ejecutado en julio de 1326 por orden de su hermanastro, Alfonso IV de Portugal.[105]
- Isabel Ponce de León (m. c.1367).[106] Señora de Villanueva de los Infantes, Castrelo y Espinosa.[106] Contrajo matrimonio con Pedro Fernández de Castro, señor de la casa de Castro y nieto de Sancho IV de Castilla.[107]
- Urraca Ponce de León. Señora de Vimioso y Melgar.[m] Contrajo matrimonio con Enrique Enríquez el Mozo, señor de Villalba de los Barros y bisnieto de Fernando III de Castilla.[108][109] Fue sepultada en el desaparecido monasterio de San Francisco de Sevilla.[110]

| Predecesor: Juan Fernández Cabellos de Oro | Adelantado mayor de la frontera de Andalucía 1296 - 1298 | Sucesor: Enrique de Castilla el Senador |
| Predecesor: Alfonso Suárez de Deza         | Adelantado mayor de Galicia 1311                         | Sucesor: Álvar Rodríguez Osorio         |
| Predecesor: Ruy Pérez Ponce de León        | Mayordomo mayor del rey 1295                             | Sucesor: Rodrigo Rodríguez Carrillo     |
| Predecesor: Enrique de Castilla el Senador | Mayordomo mayor del rey 1302 - 1305                      | Sucesor: Juan Núñez II de Lara          |